# Montrond-les-Bains
Montrond-les-Bains is een gemeente in het Franse departement Loire (regio Auvergne-Rhône-Alpes). De plaats maakt deel uit van het arrondissement Montbrison. Montrond-les-Bains telde op 1 januari 2022 5.655 inwoners.

## Geografie
De oppervlakte van Montrond-les-Bains bedroeg op 1 januari 2022 10,11 vierkante kilometer; de bevolkingsdichtheid was toen 559,3 inwoners per km².

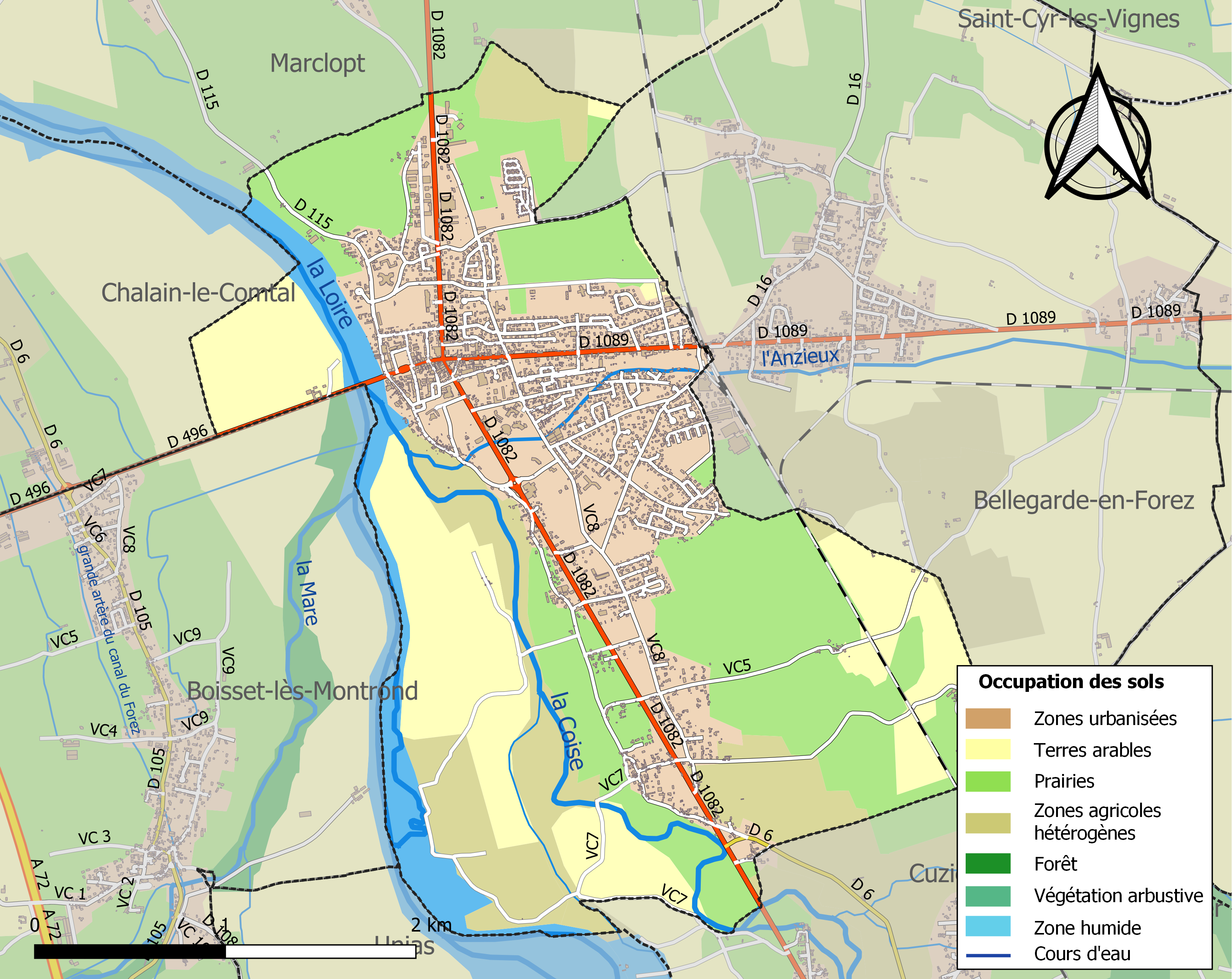
Kaart van de gemeente met de belangrijkste infrastructuur, bodemgebruik en omliggende gemeenten

## Verkeer en vervoer
In de gemeente ligt spoorwegstation Montrond-les-Bains.

## Demografie
Onderstaande figuur toont het verloop van het inwonertal (bron: INSEE-tellingen).

## Afbeeldingen

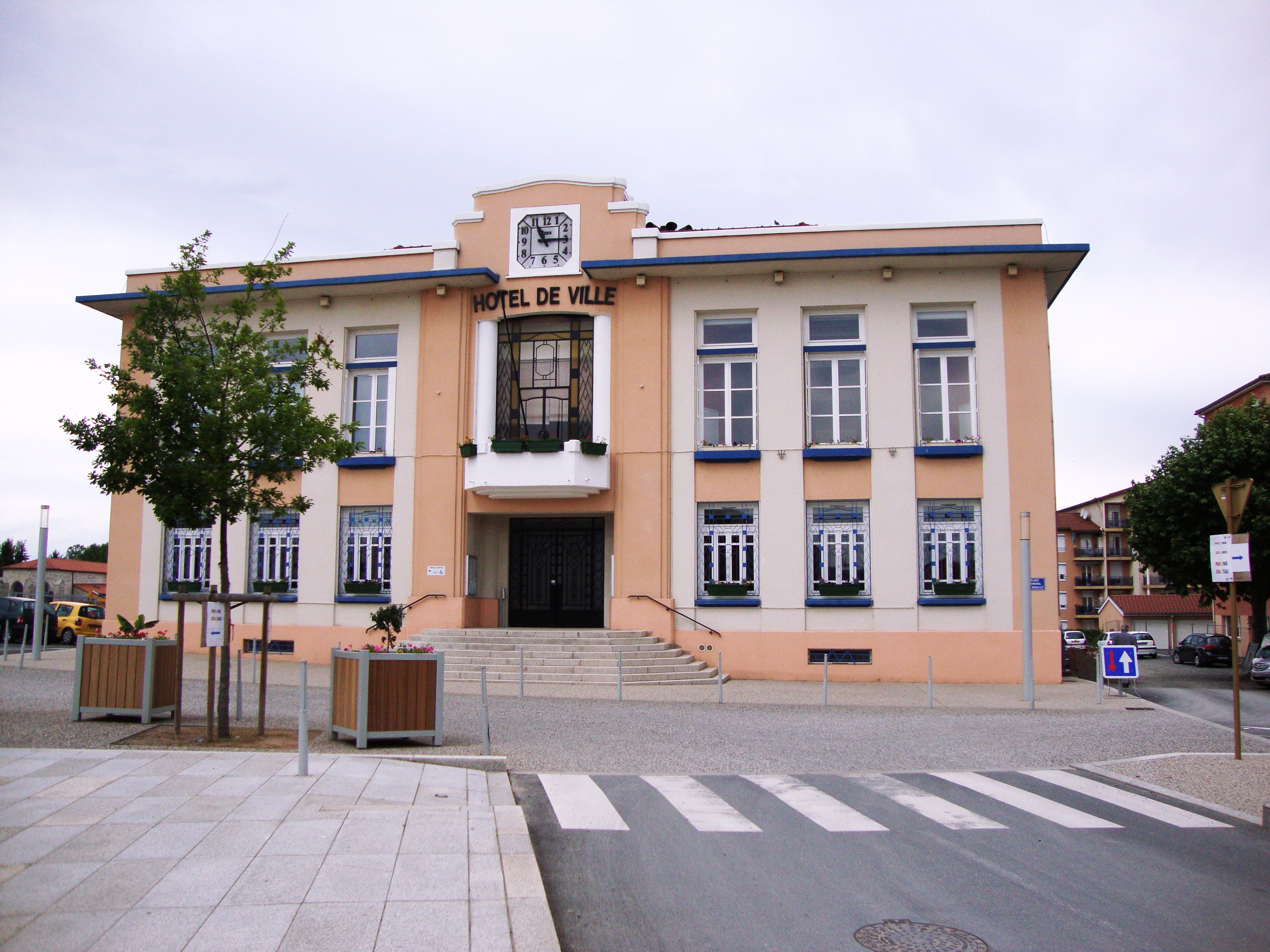
Gemeentehuis
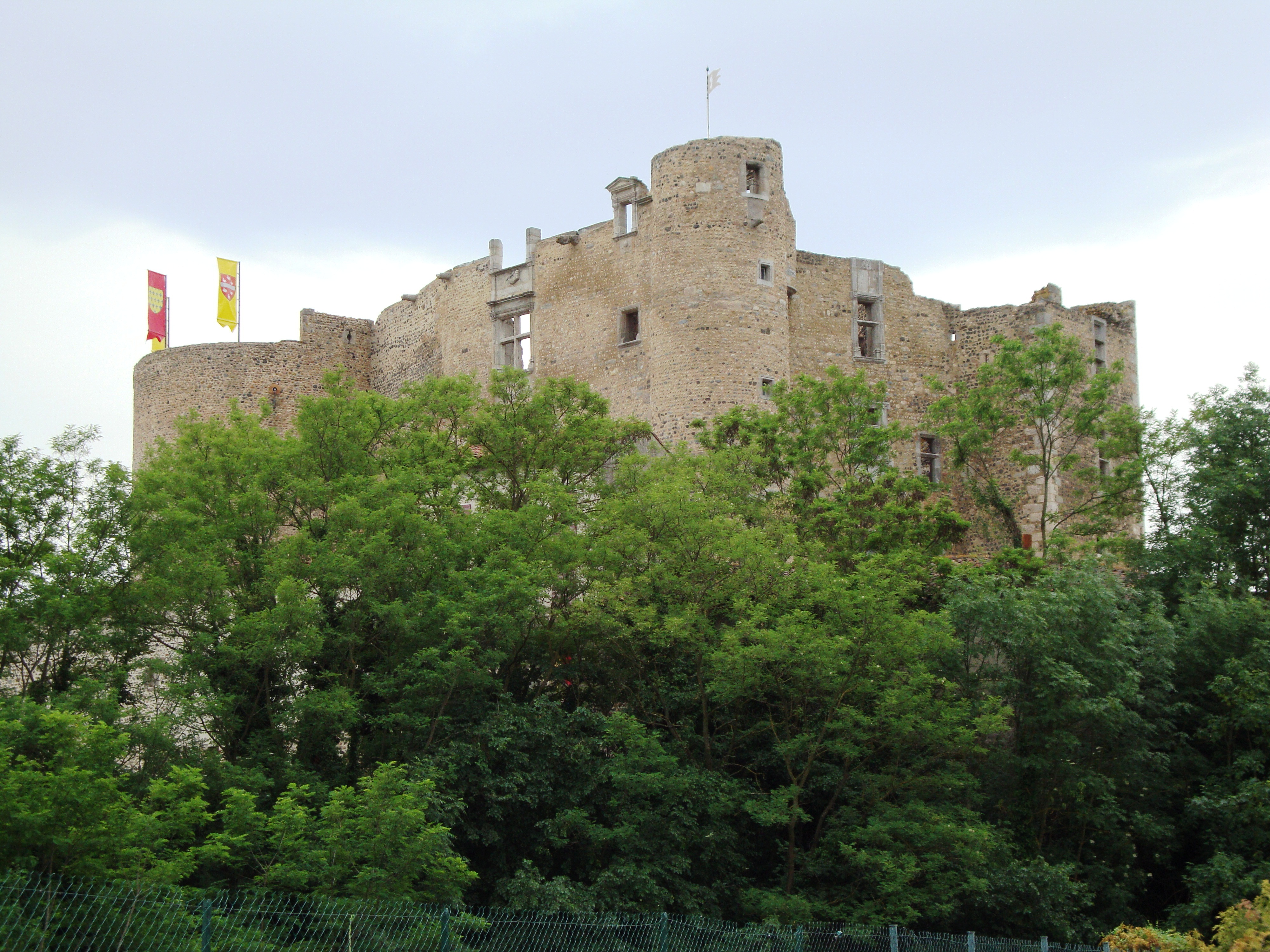
Château de Montrond-les-Bains
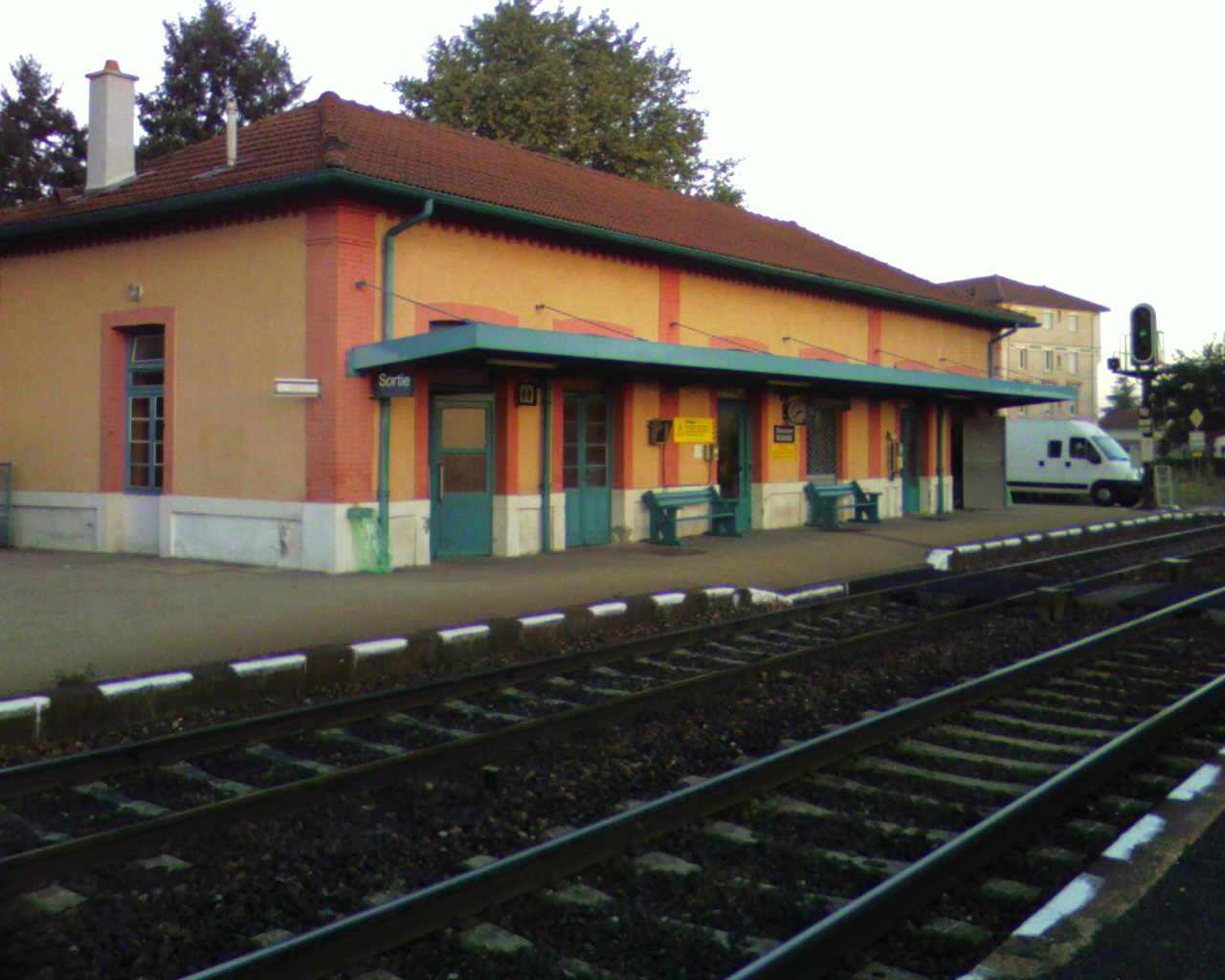
Station